# Hanns Carl

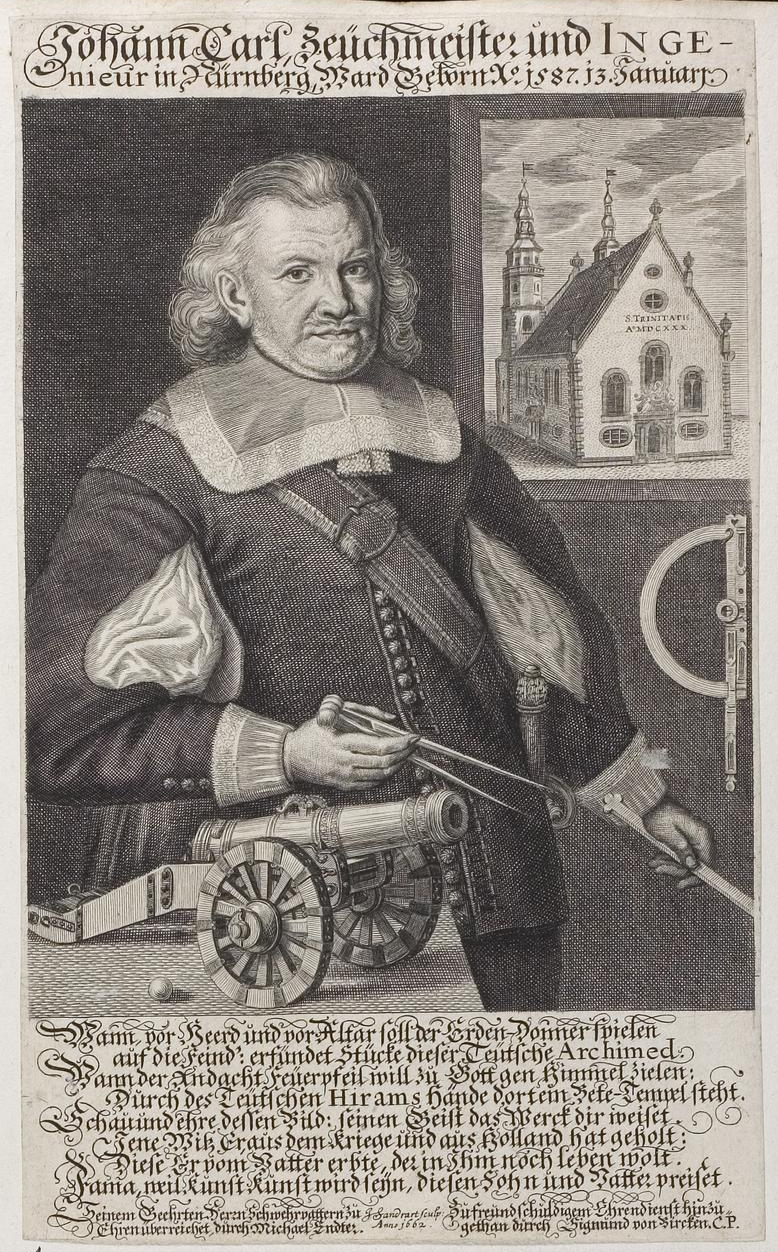
Hanns (Johann) Carl
am Tisch mit Modellkanone und Kugel, in der Rechten Zirkel, in der Linken Messstab, an der Wand Ausblick auf die Trinitätskirche in Regensburg, darunter Winkelmaß.

Johann „Hanns“ Carl(l) (* 13. Januar 1587 in Nürnberg; † 14. Juni 1665 ebenda) war ein deutscher Ingenieur, Architekt, Zeugmeister und Zeichner.

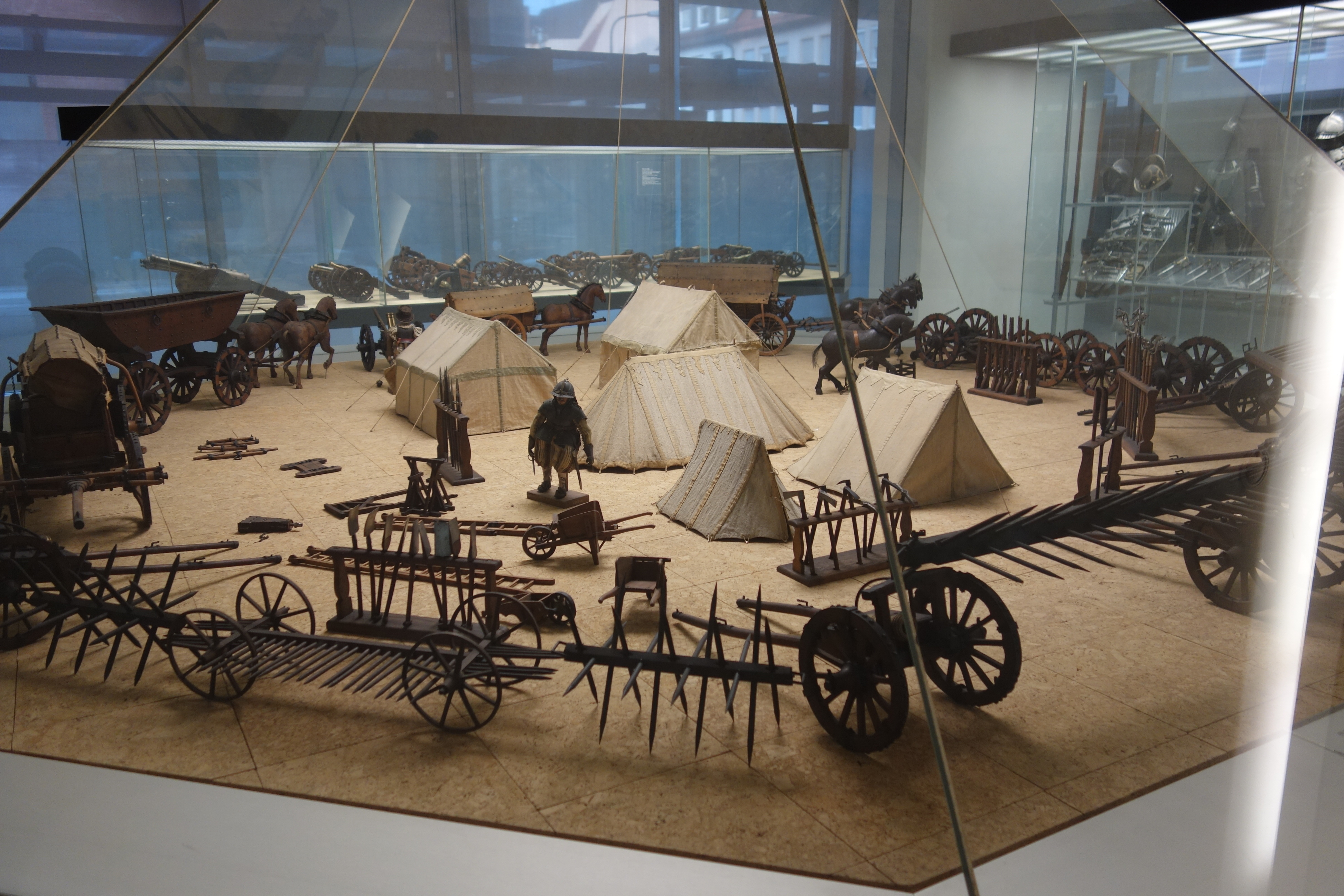
Modelle aus dem „Kleinen Zeughaus“ des Nürnberger Zeugmeisters Hanns Carl, 17. Jh., heute im GNM Nürnberg

## Leben
Carl war der Sohn des Baumeisters Peter Carl, von dem er aber nicht ausgebildet wurde. Er erlernte das Handwerk des Kannengießens und arbeitete anschließend in der Werkstatt des Bildhauers Jakob Wolff. Dort beschäftigte sich Carl meistenteils mit Architektur.
Durch die Vermittlung Wolffs ging Carl nach Ulm und wurde dort Schüler des Mathematikers Johannes Faulhaber. Neben Mathematik erlernte Carl dort vor allem auch die Vermessungstechnik. Später holte ihn der brandenburgische Kurfürst Johann Sigismund als Spezialist für Artilleriewesen und Feuerwerkskunst in seine Armee.
Durch Vermittlung seines Vaters wurde Carl ab 1614 ebenfalls als Baumeister bei der Stadt Nürnberg beschäftigt. Unter der Leitung des Ratsbaumeisters Wolf Jacob Stromer wirkte Carl u. a. zusammen mit Jakob Wolff, dem Sohn seines Lehrers, am Bau des Nürnberger Rathauses. An der Kaiserburg wie an anderen Befestigungsanlagen der Stadt Nürnberg und auch 1632–1633 beim Ausbau der Außenwerke in der Stadt Regensburg wirkte Carl ebenfalls als Baumeister mit.
Zwischen 1626 und 1631 leitete Carl in Regensburg den Bau der nach seinen Plänen entworfenen, säulenlosen, evangelischen Dreieinigkeitskirche. Noch im Jahr der Fertigstellung ging Carl zurück nach Nürnberg und wirkte dort bis an sein Lebensende als Ingenieur und Architekt des Nürnberger Rates und als Zeugmeister am Nürnberger Zeughaus. Im Jahr 1633 wurde er außerdem Mitglied des Größeren Rates der Stadt Nürnberg.
Er starb am 14. Juni 1665 in Nürnberg, am 19. wurde er auf dem Johannisfriedhof beerdigt. Sein Sohn Magnus Carl sowie sein Enkel Johann Daniel Carl (4. Mai 1652–3. Dezember 1739) wurden seine Nachfolger im Zeugamt.
Der Festungsbauer Georg Rimpler war ein Schüler von Johann Carl.
Carls besonderes Interesse galt – wie bei vielen Naturwissenschaftlern seiner Zeit – der Astronomie.